# گورنگا لوکوشنیتسا
گورنگا لوکوشنیتسا (به صربی: Gornja Lokošnica) یک روستا در صربستان است که در لسکواس واقع شده‌است. گورنگا لوکوشنیتسا ۱۳۴ نفر جمعیت دارد.